# Microclanis
Microclanis is een geslacht van vlinders uit de onderfamilie Smerinthinae van de familie pijlstaarten (Sphingidae).

## Soorten
- Microclanis erlangeri (Rothschild & Jordan, 1903)